# Ана Соклич
Ана Соклич (словен. Ana Soklič; нар. 10 квітня 1984, Бохинь) — словенська співачка. Представниця Словенії на пісенному конкурсі «Євробачення 2021».

## Кар'єра
20 грудня 2019 року Ана Соклич була оголошена однією із дванадцяти учасників «EMA-2020», словенського національного відбору на пісенний конкурс «Євробачення 2020». 22 лютого 2020 року вона перемогла в національному відборі з піснею «Voda» та мала представляти Словенію на конкурсі в Роттердамі, Нідерланди. Однак конкурс був скасований 18 березня 2020 року через пандемію коронавірусу, тож вона здобула право представляти свою країну на конкурсі в травні 2021 року. На Євробаченні 2021 року вона виконала пісню «Amen» в першому півфіналі 18 травня, але не змогла претендувати на фінал.

## Дискографія

### Сингли
- «If You» (2004)
- «Oče (Father)» (2007)
- «Naj Muzika Igra» (2013)
- «Temni Svet» (2019)
- «Voda» (2020)
- «Amen» (2021)